# Elecciones locales de Bogotá de 1994
El 30 de octubre de 1994 se realizaron las elecciones regionales en Colombia; como parte de estas en Bogotá fueron elegidos:
- El Alcalde Mayor
- Los miembros del Concejo Distrital
- Los miembros de las Juntas Administradoras Locales de las 20 localidades de la ciudad (entre 7 y 13 por localidad, según su población)

## Alcalde Mayor
El Partido Liberal Colombiano definió como su candidato, por consulta popular, al ex Representante a la Cámara Enrique Peñalosa, quien había sido precandidato a la Alcaldía en 1992 y quien derrotó al ex Constituyente Antonio Galán; mientras que el Partido Conservador Colombiano le otorgó su aval al populista Carlos Moreno de Caro, dueño de la llamada "Universidad del Trabajo".
Antanas Mockus ganó.
| Candidato                     | Partido                        | Votos             | %         |
| ----------------------------- | ------------------------------ | ----------------- | --------- |
| Antanas Mockus                | Movimiento Cívico              | 492.389           | 64.51     |
| Enrique Peñalosa Londoño      | Partido Liberal Colombiano     | 229.835           | 30,11     |
| Carlos Moreno de Caro         | Partido Conservador Colombiano | 20.445            | 2,68      |
| Votos blancos                 | Votos blancos                  | 20.616            |           |
| Total de votos válidos        | Total de votos válidos         | 763.285           |           |
| Votos nulos                   | Votos nulos                    | 24.589            |           |
| Tarjetas no marcadas          | Tarjetas no marcadas           | (sin información) |           |
| Total de votos escrutados     | Total de votos escrutados      | 787.874           | 29.77%    |
| Total de votantes habilitados | Total de votantes habilitados  | 2.664.472         | 2.664.472 |